# Thiaumont (Beyermillebaach)
Der Ruisseau de Thiaumont ist ein etwa eineinhalb Kilometer langer Bach in der wallonischen Provinz Luxemburg und der linke Quellbach des Beyermillebaaches.

## Verlauf
Der Der Ruisseau de Thiaumont  entspringt in einer Wiesenlandschaft am Westrand eines kleinen Wäldchens westlich von Attert-Thiaumont auf einer Höhe von etwa 358 m O.P. Er fließt zunächst nordwärts durch Grünland und wird dabei von einem schmalen Saum aus Büschen und Bäumen begleitet. Der Bach dreht dann mehr und mehr nach Nordosten und vereinigt sich schließlich nordwestlich von Attert-Lischert auf einer Höhe von etwa 313 m O.P. mit dem aus dem Südosten kommenden Ruisseau de Lischert zum Beyermillebaach.